# 热腾江才普俊仁波切
热腾江才普俊仁波切（藏文：རྭ་ཐབས རྒྱལ་མཚན་ཕུལ་བྱུང་།；英语：Reteng Jiangcaipujun Rinpoche），是藏传佛教格鲁派高僧十五世转世活佛。

## 生平
1980年藏历四月十五日，江才普俊出生於青海省玉树藏族自治州曲麻莱县。1996年，远赴西藏拉萨，拜色拉寺格西昂旺达扎仁波切为师，系统学习五部大论，成为色拉寺哈日东康村的[[活佛]/竹古]。
1997年，依止夏琼寺夏日东活佛为师，得到显密二乘殊胜的教授。夏日东活佛在诸多弟子当中点名表扬，并亲切地预言:“他将会成为藏汉的大译师，有如神变钥匙，开启藏汉佛门的锁道。”
2001年，在夏日东活佛前受时轮大灌顶及很多密法教授。甘珠尔秋吉活佛也亲言:“此人如果不能利益佛教及     众生，那还会有谁? ”2002年，依止巴沽拉仁波切为师，求得诸多法宝。2003年，在被称为藏药王的绰日才朗仁波切前受法。     
2005年9月1日，巴干寺举行了十五世热腾活佛坐床仪式。同年，从北京外国语大学毕业；2007年至2008年在北京大学哲学系就读佛学研究生班。2009年至2010年在北京大学心理学系就读社会心理学研究生。

## 弘法经历
自2001年来到汉地，系统讲授格鲁教法,足迹遍布中国、美国、加拿大、澳大利亚、马来西亚等世界各地。
- 2017年11月15日，应墨尔本当地华人及本地团体的邀请，于墨尔本市政厅举行大型公益讲座：“快乐的秘诀”，近千人参加讲座，影响深远。
- 2018年11月15日，「热腾世界和平协会」（Reteng World Peace Association）在墨尔本注册，2019年4月成立。
- 2018年11月17日，墨尔本 Daylesford 小学校长的邀请，亲赴该校为教师、学生教授生活禅。
- 2018年11月，应维省佛教协会邀请，于墨尔本东区中心教授藏传格鲁道次第。
- 2018年11月，应墨尔本越南光明寺邀请,为该寺演讲大乘佛法，为当地信徒宣讲佛教与世界和平发展。

## 作品
- 《红尘一念》，[2]中国财富出版社，2017年6月15日，ISBN 978-75047-6472-0

- 《红尘易醒》，中国财富出版社，2017年12月，ISBN 978-7-5047-4889-8

## 公益慈善
- 2019年12月，澳大利亚发生火灾，热腾和平协会发起募捐活动，捐赠物资，支持灾情重建。
- 2019年，全球疫情严重，热腾活佛透过网络多次传播精神力量，关怀社区防疫。